# Sebastian Kawa
Sebastian Kawa, né le 15 novembre 1972 à Zabrze, est un pilote de compétition polonais de vol à voile, multiple champion national, d'Europe et dix-huit fois champion du monde.

## Palmarès

### Championnats du monde
- Médaille de bronze en 1999, à Leszno (Pologne), en classe mondiale (PW-5)
- Médaille de bronze en 2001, à Lillo (Espagne), en classe mondiale (PW-5)
- Médaille d'or en 2003, à Nitra (Slovaquie), en classe mondiale (PW-5)
- Médaille d'or en 2004, à Elverum (Norvège), en classe Club (Bravo)
- Médaille d'or en 2005, à Saint-Auban (France), en Grand Prix (PZL Bielsko SZD-56, Diana 2)
- Médaille d'or en 2006, à Vinon-sur-Verdon (France), en classe Club (Bravo)
- Médaille d'or en 2007, à Omarama (Nouvelle-Zélande), en Grand Prix (Diana 2)
- Médaille d'or en 2010, à Prievidza (Slovaquie), en classe Standard (Discus 2)
- Médaille d'or en 2010, à Santiago (Chili), en Grand Prix (Diana 2)
- Médaille d'or en 2012, à Uvalde (USA), en classe 15m (Diana 2)
- Médaille d'or en 2013, à Chavez (Argentine), en classe Standard (Discus 2)
- Médaille d'argent en 2014, à Sisteron (France), en Grand Prix (PZL Bielsko SZD-56, Diana 2)
- Médaille d'argent en 2014, à Rayskala (Finlande), en classe Standard (Discus 2)
- Médaille d'or en 2014, à Leszno (Pologne), en classe 15m (Diana 2)
- Médaille de bronze en 2015, à Calcinate (Italie), en Grand Prix (ASG29)
- Médaille d'or en 2017, à Benalla (Australie), en classe 15m (Diana 2)
- Médaille d'or en 2017, à Szatymaz (Hongrie), en classe 13.5m (GP-14 VELO)
- Médaille d'or en 2018, à Hosin (République tchèque), en classe 20m (ASG 32 Mi)
- Médaille d'or en 2018, à Ostrów (Pologne), en classe 15m (ASG29)
- Médaille d'or en 2018, à Vitacura (Chili), en Grand Prix (JS1 C)
- Médaille d'argent en 2019, à la Cerdanya (Espagne), en Grand Prix (JS3)
- Médaille d’or en 2021, à Montluçon-Guéret (France), en classe 15m (Diana 2)
- Médaille d'or en 2021, à Saint-Auban (France), en Grand Prix (AS 33 ES)
- Médaille d'or en 2023, à Narromine (Australie), en classe 15m (Diana 2)

### Championnats d'Europe
- Champion d'Europe en 2005, à Nitra (Slovaquie), en classe Club (Bravo)
- Champion d'Europe en 2007, à Pociunai (Lituanie), en classe Club (Bravo)
- Champion d'Europe en 2011, à Nitra (Slovaquie), en classe Standard (Discus 2a)
- Champion d'Europe en 2013, à Vinon-sur-Verdon (France), en classe 18m (ASG 29)
- Champion d'Europe en 2013, à Ostrów Wielkopolski (Pologne), en classe Standard (Discus 2a)
- Champion d'Europe en 2015, à Öcsény (Hongrie), en classe 18m (ASG 29)
- Champion d'Europe en 2017, à Moravská (République tchèque), en classe 20m (ASG 32 Mi)
- Champion d'Europe en 2019, à Stalowa Wola (Pologne), en classe 18m (Diana 3)
- Champion d'Europe en 2019, à Prievidza (Slovaquie), en classe 15m (Diana 2)
- Champion d'Europe en 2022, à Pociunai (Lituanie), en classe 15m (Diana 2-FES)

- Médaille de bronze en 2023, à Leszno (Pologne), en classe 18m (Ventus 3T)

## Vol en planeur au-dessus de l'Himalaya
En 2024, Sebastian Kawa a entrepris une expédition vers le Pakistan, convoyant par la route depuis la Pologne un planeur à décollage autonome ASH-25 Mi. Avec Sebastian Lampart, il a réalisé plusieurs vols au départ de l'aéroport de Skardu au-dessus des montagnes du Karakoram, exploitant les ascendances thermiques et des ondes de ressaut. Le 20 juillet, ils ont réussi le premier survol du K2 (8611m) jamais effectué en vol à voile.

## Distinctions
- Médaille d'or aéronautique de la FAI (2024)[4]